# هانس ياكوبس
هانس ياكوبس (بالألمانية: Hans Jacobs)‏ هو مهندس ألماني، ولد في 30 أبريل 1907 في هامبورغ في ألمانيا، وتوفي في 24 أكتوبر 1994.